# 2007년 정동진독립영화제
제9회 정동진독립영화제는 2007년 8월 3일에 열린 시상식이다.

## 수상 및 후보

### 땡그랑동전상
- 우리는 KTX 승무원입니다... - 옥유미 외 2명 수상
- 아이들은 잠시 외출했을 뿐이다 - 남다정 수상
- In the Cold Cold Night 02 - 기채생 수상

### 섹션1
- 민요삼총사 - 이호경
- 진영이 - 이성은
- 바람이 분다 - 이진우
- 비밀과 거짓말 - 최지영
- 알게 될 거야 - 김영제

### 섹션2
- 모두가 외로운 별 - 한병아
- 밥묵자 - 민성아
- Loup Garou - 박지혜
- 우리는 KTX승무원입니다 - 옥유미 외 2명
- 도둑소년 - 민용근

### 섹션3
- In the Cold Cold Night 02 - 기채생
- 아기펭귄이 우울증에 걸렸어요
- 새끼여우 - 이유림
- 아이들은 잠시 외출했을 뿐이다 - 남다정

### 섹션4
- 너의 의미 - 손원평
- 미필적 고의 - 함경록
- 기다린다 - 김종관

### 섹션5
- 도시락 - 여명준

### 섹션6
- 어느날 그 길에서 - 황윤